# Charles Swenson
Charles Swenson (28 de marzo de 1941, Los Ángeles, California) es un animador, escritor, artista del guion gráfico, diseñador de sonido, productor y director estadounidense que trabajó en el área de la animación durante muchos años. En 1978 se unió a Fred Wolf Films, trabajando en la serie de animación Tortugas Ninja de 1987. Es también el creador de la serie de Cartoon Network Mike, Lu y Og, en la que también escribió los guiones de varios episodios, participando además como productor ejecutivo y director de voz. Dejó la industria del entretenimiento en la década de 2000 para convertirse en un pintor.

## Producciones
- The Magic Pear Tree (1968)
- 200 Motels (1971)
- Down and dirty duck (1974)
- The Mouse and His Child (1977)[1]
- Puff the Magic Dragon (1978)[2]
- Thanksgiving in the Land of Oz (1980)
- The Blinkins (1986)
- Tortugas Ninja Mutantes Adolescentes (1987)
- Fievel va al Oeste (1991)[3]
- Rugrats (1991)
- Aaahh!!! Real Monsters (1994)
- Edith Ann: Homeless Go Home (1994)
- Santo Bugito (1995)
- What a Cartoon! (1998; Crash Lancelot)
- Mike, Lu y Og (1999)